# Propelargus olseni
Propelargus olseni — вимерлий вид птахів родини Лелекові (Ciconiidae). Вид мешкав у ранньому міоцені (20-16 млн років тому) у Північній Америці. Скам'янілі рештки виду знайдено у відкладеннях піщанника у формування Торрея у штаті Флорида, США. Голотип UF/PB 8504 являє собою дистальний кінець лівого тибіотарсуса.